# خلايا بطانية مرتبطة بالورم
الخلايا البطانية المرتبطة بالورم، هي الخلايا المبطنة للأوعية الدموية المغذية للورم. تتحكم تلك الخلايا في مرور العناصر الغذائية إلى أنسجة الورم المحيطة بها. تختلف الأوعية الدموية للورم عن الأوعية الدموية الطبيعية بشكل كبير من ناحية الشكل والتعبير الجيني والوظيفة، وهذا يساهم بتعزيز تطور السرطان. سعت العديد من الجهات إلى تطوير علاجات سرطانية تستغل الاختلافات التي تتميز بها الخلايا البطانية لأوعية الورم.

## الشذوذ الشكلي
تبدي هذه الخلايا البطانية خصائص مورفولوجية مختلفة كامتلاكها حواف خشنة ونتوءات سيتوبلازمية غير منتظمة. تكون الخلايا البطانية الطبيعية على هيئة طبقات أحادية منتظمة محكمة الارتباط دون تراكب. بالمقابل، تشكل الخلايا البطانية الورمية طبقات أحادية غير منتظمة وغير مترابطة بإحكام تتفرع وتمتد صوب اللمعة لتتداخل مع الطبقات المجاورة. توصف بطانة الأوعية الدموية للورم بالفسيفسائية بسبب تعبيرها الشاذ عن الواسمات البطانية التقليدية (CD31 وCD105) ما يدعم وجود الفجوات غير المنتظمة بين الخلايا البطانية. يوجد كذلك فجوات أكبر في جدران الأوعية الدموية للورم إضافةً إلى الفجوات الصغيرة بين الخلايا البطانية لأوعية الورم.

### أسباب الاختلافات
تعبر العديد من الأورام عن عامل النمو البطاني الوعائي الذي يصنف ضمن الموسعات الوعائية القوية. يحفز عامل النمو البطاني الوعائي نمو أطراف الخلايا البطانية وتفرعها، وهذا يؤدي بدوره إلى تشكل طبقات أحادية معيبة وغير منتظمة. تدعم الأبحاث فكرة انضغاط الأوعية الورمية بالخلايا السرطانية المحيطة؛ الأمر الذي يخلق توتر ميكانيكي وتغير في جريان الدم.
تحاط الشعيرات الدموية الصغيرة بخلايا حولية تساهم في تثبيتها. يؤدي فقدان عامل نمو الخلايا الحولية ومستقبلاته الموجودة على الخلايا البطانية إلى خسارة الدعم الذي تقدمه تلك الخلايا، ويعتبر ذلك أحد التغيرات الجزيئية المساهمة في شذوذ الأوعية الدموية للورم. ارتبط انخفاض عدد الخلايا الحولية المحيطة بالخلايا البطانية لأوعية الورم بعدم ثبات الأوعية وتسريبها.

## الشذوذ الوظيفي

### تسريب الأوعية الدموية
تشكل الخلايا البطانية المتفرعة فجوات صغيرة في جدران الأوعية الدموية الورمية، ولهذا تتجمع كريات الدم الحمراء ضمنها لتشكل بحيرات دموية. تساهم هذه الفجوات الخلوية في حدوث التسرب، وهذا قد يسمح بوصول العوامل العلاجية للورم. وفقًا لعدة أبحاث، أدت الخلايا البطانية الورمية إلى ارتفاع النفوذية بشكل كبير في العديد من الأورام.

### تأثير ارتفاع النفوذية والاحتجاز

رسم توضيحي لارتفاع نفوذية التركيبات الجزيئية الكبيرة وتراكمها في الأنسجة الورمية –كأنظمة التوصيل الدوائية مثلًا.

يسمح ارتفاع نفوذية الخلايا البطانية بانتقال الجزيئات الكبيرة من الدم لتدخل مباشرةً إلى المسافة الخلالية المحيطة بخلايا الورم. يؤدي تأثير الاحتجاز إلى بقاء هذه الجزيئات الكبيرة ضمن منطقة الورم، ويحدث ذلك نتيجة تثبيط الارتشاح اللمفاوي. سميت هذه الظاهرة بتأثير ارتفاع النفوذية والاحتجاز، ويعمل الباحثون حاليًا على الاستفادة منها في العلاجات النانوية للسرطان. لسوء الحظ، ما تزال فعالية هذه الآلية لحاملات الأدوية النانوية متضاربة بسبب اختلاف التأثير بين الأورام. يؤثر نوع الورم وحجمه وموقعه على طبيعة الأوعية الدموية المحيطة وعلى اللحمة النسيجية الخاصة به. كذلك الأمر، تساهم العوامل سابقة الذكر باختلاف تأثير ارتفاع النفوذية والتراكم بين الأورام.